# Issuu
Issuu ist ein Onlinedienst zum elektronischen Publizieren.
Die Website nimmt bereits fertig erstellte Inhalte an und ermöglicht das Publizieren auf der Issuu-Website auf deren Reader. Es werden auch kostenpflichtige Features angeboten, die eine Monetarisierung oder Analyse der Inhalte zulassen. Publiziert werden üblicherweise Kataloge, Zeitschriften, Broschüren, Leseproben, Programme usw.
Das Unternehmen wurde 2006 in Kopenhagen, Dänemark von Michael und Ruben Bjerg Hansen, Mikkel Jensen und Martin Ferro-Thomsen gegründet. Die Website startete im Dezember 2007. 2013 verlegte das Unternehmen seinen Hauptsitz nach Palo Alto im US-Bundesstaat Kalifornien.
Im Juli 2024 wurde bekannt, dass Issuu vom italienischen Technologieunternehmen Bending Spoons übernommen wurde.

## Auszeichnungen
- 2009 kürte das US-Magazin Time den Onlinedienst zu den 50 besten Websites.[2]